# Salvador Espí i Martí
Salvador Espí i Martí (Atzeneta d'Albaida, 7 de febrer de 1891 - Aielo de Malferit, 20 d'abril de 1965) va ser un arqueòleg valencià.
La seua família procedia de Bellús, però s'hi va establir a Atzeneta durant el segle xviii. De jove, Salvador va treballar a una explotació agrària de la família de l'arqueòleg Isidre Ballester, passant a treballar en les excavacions de la Covalta en 1908. A partir d'aquell moment participaria en l'arqueologia, si bé des d'una vessant més pràctica que no científica. Durant més de 20 anys acompanyaria a Isidre Ballester com a ajudant en nombroses excavacions. Durant la dècada del 1910, va participar en la Guerra del Marroc entre 1911 i 1913, com a part del seu servei militar. Durant la Primera Guerra Mundial, va treballar al sud de França.
Amb la creació del Servei d'Investigació Prehistòrica el 1927, Espí passa a formar part de l'equip des del primer moment. A la primera excavació del SIP, la de la Bastida de les Alcússes, va ser cap de colla. A les ordres de Lluís Pericot, també va treballar en excavacions a Catalunya. Així, una cova sepulcral descoberta per ell en Serinyà és coneguda com el Racó d'en Salvador. La seua última excavació va ser a la Cova del Parpalló en 1959, sent jubilat per motius de salud el 30 d'octubre de 1959. A partir d'aquell moment es retiraria a Aielo de Malferit, on moriria als 74 anys.